# Vredens mark
Vredens mark är en film som hade premiär den 30 september 1984 och handlar om en bondefamilj.
Manuset skrevs av William D. Wittliff. Jessica Lange, Sam Shepard, Wilford Brimley och Matt Clark spelar huvudrollerna.
Filmen nominerades till en Oscar för bästa kvinnliga huvudroll. (Jessica Lange).
Filmen var den andra från filmbolaget Touchstone Pictures, den första var Splash.

## Skådespelare
- Jessica Lange, Jewell Ivy
- Sam Shepard, Gil Ivy
- Wilford Brimley,	Otis
- Matt Clark, Tom McCullen
- Therese Graham, Marlene Ivy
- Levi L Knebel, Carlisle Ivy
- Jim Haynie, Arlon Brewer
- Alex Harvey, Fordyce
- Stephanie Stacie, Poyner Missy Ivy
- Jim Ostercamp, Cow!boy
- Sandra Seacat, Louise Brewer